# Olinga feredayi
Olinga feredayi är en nattsländeart som först beskrevs av Mclachlan 1868.  Olinga feredayi ingår i släktet Olinga och familjen Conoesucidae. Inga underarter finns listade i Catalogue of Life.